# Jurij Thurn
Jurij Thurn, baron, † 1512, Fridrihštajn.
Baron Jurij Thurn se je rodil okoli leta 1460, najverjetneje na Goriškem. Po študiju prava, ki naj bi ga končal v Padovi, je vstopil v službo bodočega cesarja Maksimiljana. Bil je zakupnik kočevskega gospostva in lastnik gradu Fridrihštajn. Umrl naj bi v kmečkem uporu leta 1515, a viri kažejo, da so ga njegovi podložniki ubili že leta 1512, ko jih je zalotil na sestanku.